# Wrs (sanger)
Andrei-Ionuț Ursu også kendt som Wrs (født 16. januar 1993) er en Rumænsk danser, sanger og sangskriver. Han har repræsenteret Rumænien ved Eurovision Song Contest 2022 i Torino med sangen "Llámame" og kom på en 18. plads i finalen.